# KAAL
KAAL est une station de télévision américaine affiliée au réseau ABC détenue par le groupe Hubbard Broadcasting (en) et située à Austin dans le Minnesota sur le canal 6. Ses studios sont situés à Rochester (Minnesota).

## Historique
Lors de son lancement en février 1953, la station KMMT était affiliée aux réseau CBS, ABC et Dumont. Les affiliations CBS et Dumont sont transférées lors du lancement de KGLO-TV à Mason City (Iowa) en mai 1954. Les lettres d'appel changent pour KAUS-TV (pour Austin) le 1er juin 1967 afin de correspondre avec la station de radio du propriétaire, KAUS (AM) ainsi que KAUS-FM (en) lancée l'année suivante. Après la vente des stations de radio, les lettres d'appel changent pour KAAL en 1974.

## Diffusion
| Canal virtuel | Image | Ratio | Programmation  |
| ------------- | ----- | ----- | -------------- |
| 6.1           | 720p  | 16:9  | KAAL / ABC HD  |
| 6.2           | 480i  | 4:3   | Start TV (en)  |
| 6.3           | 480i  | 16:9  | Ion Plus (en)  |
| 6.4           | 480i  | 16:9  | Bounce TV      |
| 6.5           | 480i  | 16:9  | Ion Television |